# Melodični det metal
Melodični det metal (engl. Melodic death metal, poznat i kao Gothenburg metal, melodeath, i post-death) je podžanr det metala. Na početku je žanr kombinovao hevi metal s jakim zvukom det metala i treš metala, a kanije se razvio kroz mnogo raznih uticaja. Velika promena je bila uvođenje klavijatura.

## Karakteristike
Melodični det metal sadrži više melodičnih rifova, solaža i akustičnih gitara od det metala. Sadrži tradicionalne det grol vokale. Strukture pesama su progresivnije, sa različitim motivima kroz pesmu.
Neki melodični det metal bendovi iz Skandinavije kombinuju žanr sa ostalim metal žanrovima, kao viking metalom (npr. Amon Amarth), folk metal, ili simfonijski metal.

## Predstavnici
Pioniri melodičnog death metala su Carcass, Dark Tranquillity, At the Gates i In Flames. Sentenced je takođe smatran pionirom melodičnog det metala zbog svog albuma Amok. Neki smatraju da su In Flames ti koji su popularizovali žanr.

## Geteborški metal
Velika kontribucija melodičnog det metala je geteborški stil, nazvan po gradu u kom je nastao. Ne zna se koji je bend prvi počeo s ovim stilom, ali je ipak široko prihvaćena činjenica da su In Flames, At the Gates i Dark Tranquillity pioniri stila. Postoje takođe i poznati „mladi“ bendovi kao što su Arch Enemy, The Haunted, Soilwork i Disarmonia Mundi.